# Rob LaBelle
Rob LaBelle, född i Minneapolis, USA, är en amerikansk skådespelare. LaBelle är känd som skådespelare i filmer och TV-serier såsom Quantum Leap, Våra värsta år, Arkiv X, Wes Craven's New Nightmare, Watchmen, Smallville och Supernatural. Han är också en regissör som är verksam inom TV och teater.

## Filmografi (i urval)
- Poison (1991)
- Par i trubbel (1992)
- Wes Craven's New Nightmare (1994)
- Murder in Mind (1997)
- Bob the Butler (2005)
- Familj på väg (2006)
- Watchmen (2009)
- Little Pink House (2017)